# Аск (річка)
51°44′36″ пн. ш. 3°21′33″ зх. д. / 51.743333333333° пн. ш. 3.3591666666667° зх. д.
Аск (англ. Usk, валл. Afon Wysg) — річка в Уельсі на південному заході Великої Британії. Впадає в Бристольську затоку.
Джерела річки Аск знаходяться в Середньому Уельсі на північних схилах Чорної гори, на крайньому заході національного парку Брекон-Біконс. Спочатку утворює межу округів Кармертеншир і Повіс, де впадає також річка Гонді. Потім  протікає у напрямку на південний схід, по території графства Монмутшир і в Південному Уельсі. Впадає в естуарій Северн за 6 км на південь від Ньюпорта. Довжина річки Аск складає 112 км.
В ті часи, коли Велика Британія входила до складу Римської імперії, в I—III століттях н. е., поблизу гирла Аска знаходився римський військовий табір Іска-Сілуров (Isca Silurum), місце дислокації II легіону Августа (Legio II Augusta). Сама ця річка також неодноразово згадується в легендах та оповідях з циклу про короля Артура. На її ім'я названо містечко Аск поблизу Ньюпорта.

## Інтернет-ресурси
- The Usk Valley Walk — photos
- A trophy salmon from the Usk in October 1917
- Canoe Wales website information on canoe touring the Usk[недоступне посилання з 01.02.2022]